# San Andrés (Catanduanes)
San Andrés es un municipio de la provincia de Catanduanes en Filipinas. Según el censo del 2007, tiene 33 781 habitantes.

## Barangayes
San Andrés se subdivide administrativamente en 38 barangayes.
| Barangay             | Población (2007) |
| -------------------- | ---------------- |
| Agojo                | 1,158            |
| Alibuag              | 560              |
| Asgad (J.M. Alberto) | 427              |
| Bagong Sirang        | 583              |
| Barihay              | 267              |
| Batong Paloway       | 1,359            |
| Belmonte (Pob.)      | 957              |
| Bislig               | 1,157            |
| Bon-ot               | 438              |
| Cabungahan           | 506              |
| Cabcab               | 2,676            |
| Carangag             | 1,143            |
| Catagbacan           | 792              |

| Barangay             | Población (2007) |
| -------------------- | ---------------- |
| Codon                | 1,928            |
| Comagaycay           | 1,193            |
| Datag                | 903              |
| Divino rostro (Pob.) | 820              |
| Esperanza (Pob.)     | 651              |
| Hilawan              | 485              |
| Lictin               | 1,897            |
| Lubas                | 223              |
| Manambrag            | 2,582            |
| Mayngaway            | 2,438            |
| Palawig              | 1,178            |
| Puting Baybay        | 252              |
| Rizal                | 698              |

| Barangay            | Población (2007) |
| ------------------- | ---------------- |
| Salvación (Pob.)    | 477              |
| San Isidro          | 598              |
| San José            | 372              |
| San Roque (Pob.)    | 166              |
| San Vicente         | 148              |
| Santa Cruz (Pob.)   | 324              |
| Sapang Palay (Pob.) | 763              |
| Tibang              | 476              |
| Timbaan             | 1,350            |
| Tominawog           | 532              |
| Wagdas              | 618              |
| Yocti               | 686              |